# Rima Billy
La Rima Billy è una struttura geologica della superficie della Luna.